# 25930 Спілберг
25930 Спілберг (25930 Spielberg) — астероїд головного поясу, відкритий 21 лютого 2001 року.
Тіссеранів параметр щодо Юпітера — 3,585.